# 抗いし者たちの系譜
『抗いし者たちの系譜』（あらがいしものたちのけいふ）は、三浦良による日本のライトノベル作品。イラストはKIRINが担当。第17回ファンタジア長編小説大賞〈審査委員賞〉受賞作。応募時タイトルは『運命破壊者（）〜復讐の魔王と謀略の皇帝〜』。富士見ファンタジア文庫（富士見書房）にて2006年1月から2007年1月まで刊行された。

## 登場人物
サラ＝シャンカーラ
現魔王にして統一帝国皇帝。「魔力吸収能力」を持ち、幼い頃からバケモノと忌み嫌われてきた。その異能故に勇者として祭り上げられ魔王に対する刺客として差し向けられラジャスの魔王の証その物でもある魔力を根こそぎ奪い取ってしまう。その後に魔大陸を統一し人間に対し宣戦布告、その全てを策謀により降し統一帝国を建国、魔物と人の共存できる世界を作り上げた。また、戦時中の被害を最小限に抑える方針と戦後の能力があれば腹に一物あろうとも徴用する方針の為、謀反を企てている家臣が非常に多い。
自身を化け物ではなく一個人として初めて見たラジャスに恋心を抱いており、ラジャスに如何な理由であろうとも認められるために無様な姿は決して見せないと誓っている。
その為なら、己が手でラジャスを殺すことも厭わないほどで、同時にラジャスに恋をしており、その恋心が一種の信念と化している。
魔力を奪うことは出来ても扱えず、対人戦闘力は決して高いとは言えないが卓越した戦術眼と暗器で戦闘を行うため魔力を失ったラジャスこそが魔物中で唯一サラに対抗可能な存在となっている（大概の魔物は魔力の喪失と共に死亡する）。
一度だけ、サラの魔力を用いてラジャスが術を行使するという荒業を行ったことがある。
ラジャス
元魔王。サラに魔王の証である魔力を根こそぎ奪われ復讐を誓う。魔王は前代の魔王を打倒した者に魔力ごとその称号を継承するため代々膨大な魔力をその身に宿しているがラジャスは魔力制御能力が極めて高くその膨大な魔力を完全な制御下に置き、また魔力を奪われた後も相手の魔力を利用し攻撃するなど制御能力自体が一つの凶器と称することもできる。
魔力がない状態では人間と変わらない程度の身体能力しかないにもかかわらず魔物のナンバー2「ファフニール」を葬った。
最終的に魔王の証である魔族の魔力を身に宿し新たな魔王として返り咲き、サラと共に魔王として君臨し本当の意味で対等の存在となる。

## 既刊一覧
- 三浦良（著）・KIRIN（イラスト） 『抗いし者たちの系譜』 富士見書房〈富士見ファンタジア文庫〉、全4巻
  - 『抗いし者たちの系譜 逆襲の魔王』、2006年1月20日発売[1]、ISBN 4-8291-1787-7
  - 『抗いし者たちの系譜 虚構の勇者』、2006年5月20日発売[2]、ISBN 4-8291-1820-2
  - 『抗いし者たちの系譜 覇者の魔剣』、2006年11月18日発売[3]、ISBN 4-8291-1873-3
  - 『抗いし者たちの系譜 再始の女王』、2007年1月20日発売[4]、ISBN 978-4-8291-1896-2